# برينتري
برينتري (ماساتشوستس) (بالإنجليزية: Braintree, Massachusetts)‏ هي مدينة تقع في الولايات المتحدة في مقاطعة نورفولك، ماساتشوستس. يقدر عدد سكانها بـ 35,744 نسمة ومساحتها 37.6 كم2 وترتفع عن سطح البحر 27 متر.

## أعلام
- ستيف وايت
- بريسيلا تشان
- جيم كالهون
- عزرا سوتون
- جون آدامز
- جون كوينسي آدامز
- مارك د. ديفلن
- جون هانكوك